# Terence Conran
Sir Terence Orby Conran CH (* 4. Oktober 1931 in Kingston upon Thames; † 12. September 2020 in Berkshire) war ein britischer Designer, Möbelhersteller und -händler sowie Restaurantbesitzer.

## Leben
Conran wurde in der Bryanston School in Dorset, England erzogen. Danach studierte er in London am Central Saint Martins College of Art and Design unter anderem das Fach Textil. Nach dem Studium begann er im Beruf bei der Ausstattung des Festival of Britain 1951 in London auf der South Bank. Danach begann er in dem Architekturbüro Dennis Lennon, das den Auftrag hatte, die Innenausstattung des Flugboots Princess zu gestalten.
1956 begann Conran mit seiner ersten Möbelserie Summa und entwarf ein Verkaufsgeschäft für Mary Quant. 1964 eröffnete er seinen ersten Laden der Marke Habitat in Chelsea in London. Habitat wuchs in den folgenden Jahrzehnten zu einer Kette von Läden, die mit dem Verkauf von Haushaltswaren und Möbeln im modernen Design großen Erfolg hatte. Die Firma wuchs durch Gründung weiterer Firmen, unter anderem auch eines Möbelhauses mit Möbeln aus FSC-zertifiziertem Holz. 1990 gab er die Kontrolle über seine Firmen ab.
Conran wurde durch seine Hinwendung zur Architektur und Inneneinrichtung bekannt, z. B. als er das Michelin-Haus im Londoner Stadtteil Chelsea erwarb und in ein Restaurant Bibendum umwandelte, genauso wie durch den Umbau der Bluebird Garage. In den frühen 1990er Jahren spielte er bei der Regenerierung und Umwandlung des Londoner Hafenviertels Shad Thames in Bermondsey in Southwark eine wichtige Rolle: Conran kaufte den verlassenen Lagerkomplex Butler’s Wharf und machte daraus eine luxuriöse Anlage mit Büros, Gastronomie und hochpreisigen Wohnungen. Das von seiner Conran Foundation begründete und unterhaltene Design Museum London befand sich ursprünglich ebenfalls in Southwark. Eine Verlagerung des Museums in das jahrelang leerstehende frühere Commonwealth Institute im Londoner Stadtteil Kensington nach erfolgtem Umbau des Gebäudes wurde seit Januar 2012 geplant. Die Eröffnung des Museums am neuen Ort erfolgte am 24. November 2016. Architekt für den Umbau war John Pawson.
Conran war auch mit einer Anzahl von Restaurants in London vertreten; eine seiner Firmen betreibt ein Restaurant im Fährhafen von Edinburgh in Schottland. In Shoreditch, in der Nähe der Austragungsstätten der Olympischen Sommerspiele 2012 im Londoner Eastend, und im früheren Reuters Building in der Fleet Street betrieb er Restaurants und Privatclubs.
In dem von Conran mitbegründeten Verlag Conran Octopus wurden einige seiner Bücher über Inneneinrichtung veröffentlicht.

## Familie
Conran war vier Mal verheiratet. Aus der zweiten Ehe mit der Schriftstellerin Shirley Conran (1955–1962) stammen die zwei Söhne Sebastian und Jasper, aus der dritten Ehe mit der Kochbuchautorin Caroline Conran die Söhne Tom und Ned sowie die Tochter Sophie. Der Sohn Jasper ist ebenfalls Designer und wurde vom Vater zum Nachfolger in der Unternehmensleitung bestimmt.
Terence Conrans Schwester Priscilla war mit dem italienischen Koch Antonio Carluccio verheiratet, der früher mit Conran zusammenarbeitete.

## Zitat
„Raum ist der größte Luxus unserer Zeit.“

## Auszeichnungen und Preise
- 1983: Ernennung zum Ritter
- 2003: Prinz Phillip Designer Preis des Royal College of Art, London
- 2007: Ehrendoktor der London South Bank University, London
- 2012: Ehrendoktor der University for the Creative Arts, Maidstone
- 2017: Order of the Companions of Honour

## Veröffentlichungen
- mit Susan Conder: Terence Conran’s plants at home. Conran Octopus, London 1986, ISBN 1-85029-056-3.
- Conran’s Decorating with Plants. Smithmark Pub., 1990, ISBN 0-8317-2169-3.
- mit John McGowan und Roger DuBern: Terence Conran’s Garden Style. Crown Publishers, 1991, ISBN 0-517-58463-8.
- Terence Conran’s Garden DIY: Over 75 Projects and Design Ideas for Making the Most of Your Garden, new edition. Conran Octopus, London 1995, ISBN 1-85029-723-1.
  - deutsch: Der Garten als Wohnraum: Gartenmöbel, Zäune, Pavillons und viele andere Gestaltungsentwürfe für den Garten aus Holz und Stein liebevoll gefertigt. DuMont, Köln 1998, ISBN 3-7701-4634-4.
- mit Georgia Glynn Smith (Fotos): Alcazar to Zinc: The Story of Conran Restaurants. Conran Octopus, London 2001, ISBN 1-84091-234-0.
- Terence Conran Small Spaces. Clarkson N. Potter/Publisher, 2001, ISBN 0-609-60940-8.
- Kitchens: The Hub of the home. Clarkson N. Potter/Publisher, 2002, ISBN 0-609-61052-X.
- How to Live in Small Spaces: Design, Furnishing, Decoration, Detail for the Smaller Home. Conran Octopus Publishing, London 2006, ISBN 1-84091-473-4.
  - deutsch: Große Ideen für kleine Räume : Design, Möbel, Dekoration, Ideen für kleine Häuser. Deutsche Verlags-Anstalt, München 2006, ISBN 3-421-03591-1.
- mit Stafford Cliff: Terence Conran’s Inspiration. Conran Octopus Publishing, London 2008, ISBN 978-1-84091-494-8.
  - deutsch: Terence Conran Design-Inspirationen. Deutsche Verlags-Anstalt, München 2009, ISBN 978-3-421-03731-2.
- Essential Colour. Conran Octopus Publishing, London 2011, ISBN 978-1-84091-567-9.
  - deutsch: Farbe – Das Wichtigste. Wirkungsvoll einsetzen und kombinieren. Deutsche Verlagsanstalt, München 2012, ISBN 978-3-421-03848-7.
- Neuauflage: Lamps & Lighting. Springer-Verlag, New York City, USA 2012, ISBN 978-1-468466614.
- Neuauflage: Eco House Book. Octopus Publishing, London 2012, ISBN 978-1-84091-602-7.
  - deutsch: Öko Wohnbuch. Knesebeck, München 2010, ISBN 978-3-86873-187-3.
- Plain, Simple, Useful. The Essence of Conran Style. Conran Octopus Publishing, London 2014, ISBN 978-1-84091-655-3.
  - deutsch: Einfach entspannt wohnen. Deutsche Verlags Anstalt, München 2014, ISBN 978-3-421-03983-5.